# Велики Бубањ
Велики Бубањ је брдо које се налази у општини Петровац на Млави, у Браничевском округу. Велики Бубањ има 380 m надморске висине, 202m у односу на околни терен. Широко је у подножју око 18,2 km. Земљиште око Великог Бубња је на западу висоравно, а на истоку брежуљкасто. У региону око Великог Бубња брда су необично честа.
На Великом и Малом Бубњу су у 18. веку била откривена налазишта руде гвожђа.

## Становништво
Око Великог Бубња има око 104 људи по квадратном километру што је релативно ретко насељено. Најближи већи град је Петровац.
Насеља око великог Бубња су Старчево, Манастирица, Аљудово, Црљенац и Рановац. Становништво је углавном влашко и српско,чији се језици највише и употребљавају.

## Клима
Клима је влажна и суптропска. Најтоплији месец је јул, на 24 °C, а најхладнији фебруар, на 1 °C.  Просечна количина падавина је 1.078 милиметара годишње. Највлажнији месец је мај са 166 милиметара кише, а најмање падавина је у августу са 42 милиметра.

## Фронт у првом светском рату
7. октобра 1915. године Браничевски и Подунавски округ и околину је нападала 11. Немачка армија која се борила против 3. српске армије предвођене генералом Павлом Јуришићем Штурмом.
Бубањ је по речима Max von Gallwitz-a 7 пута падао из руке у руку немачкој армији и српској армији.

### Повлачење са Великог Бубња и поновно освајање Старчева
Падом Врањевца српска армија је морала да се повуче са подручја великог Бубња.
Српској 3. армији дошла је у помоћ моравска дивизија 2. позива и 4. пук из Зајечара. На месту Караула у Рановцу отпочели су поновну борбу против немачке 11. армије и ослободили су Старчево, међутим 25. октобра 1915 је дошла директива о повлачењу.